# Meiacanthus naevius
Meiacanthus naevius là một loài cá biển thuộc chi Meiacanthus trong họ Cá mào gà. Loài này được mô tả lần đầu tiên vào năm 1987.

## Từ nguyên
Tính từ định danh naevius trong tiếng Latinh có nghĩa là “vết bớt”, hàm ý đề cập đến đốm lớn trên cuống đuôi của loài cá này.

## Phân bố và môi trường sống
M. naevius hiện chỉ được ghi nhận ở đảo bãi cạn Rowley ngoài khơi Tây Úc, được tìm thấy trên các rạn san hô ở độ sâu đến ít nhất là 5 m.
Do chỉ được biết đến duy nhất ở khu vực bãi cạn Rowley, một nơi rất xa khó tiếp cận được, lại thêm hoạt động thăm dò dầu khí tại địa điểm này nên M. naevius cần được tiến hành khảo sát tình trạng quần thể, được xếp vào nhóm Loài sắp nguy cấp.

## Mô tả
Chiều dài chuẩn lớn nhất được ghi nhận ở M. naevius là 3,6 cm. Màu sắc khi còn sống của loài cá này chưa được biết đến.
Số gai vây lưng: 4; Số tia vây lưng: 26; Số gai vây hậu môn: 2; Số tia vây hậu môn: 15; Số tia vây ngực: 12–13.

## Sinh thái
Trứng của M. naevius có chất kết dính, được gắn vào chất nền thông qua một tấm đế dính dạng sợi. Cá bột là dạng phiêu sinh vật, thường được tìm thấy ở vùng nước nông ven bờ.